# Vuurtoren van Groenpunt
De Vuurtoren van Groenpunt is een vuurtoren in Kaapstad in de wijk Groenpunt. Het is de oudste vuurtoren van Zuid-Afrika.
De vuurtoren werd op 12 april 1824 in gebruik genomen en was de eerste vaste constructie die als vuurtoren werd gebruikt in Zuid-Afrika. De toren was toen uitgerust met twee olielampen die tot 6 mijl op zee zichtbaar waren. In 1929 werd een modern lenssysteem geïnstalleerd.
In 1977 werd de vuurtoren van Groenpunt een nationaal monument. In 1988 werd een Zuid-Afrikaanse postzegel van 30 c uitgegeven met een afbeelding van de vuurtoren.